# Vzestup hladiny oceánů

Vzestup mořské hladiny od roku 1880.

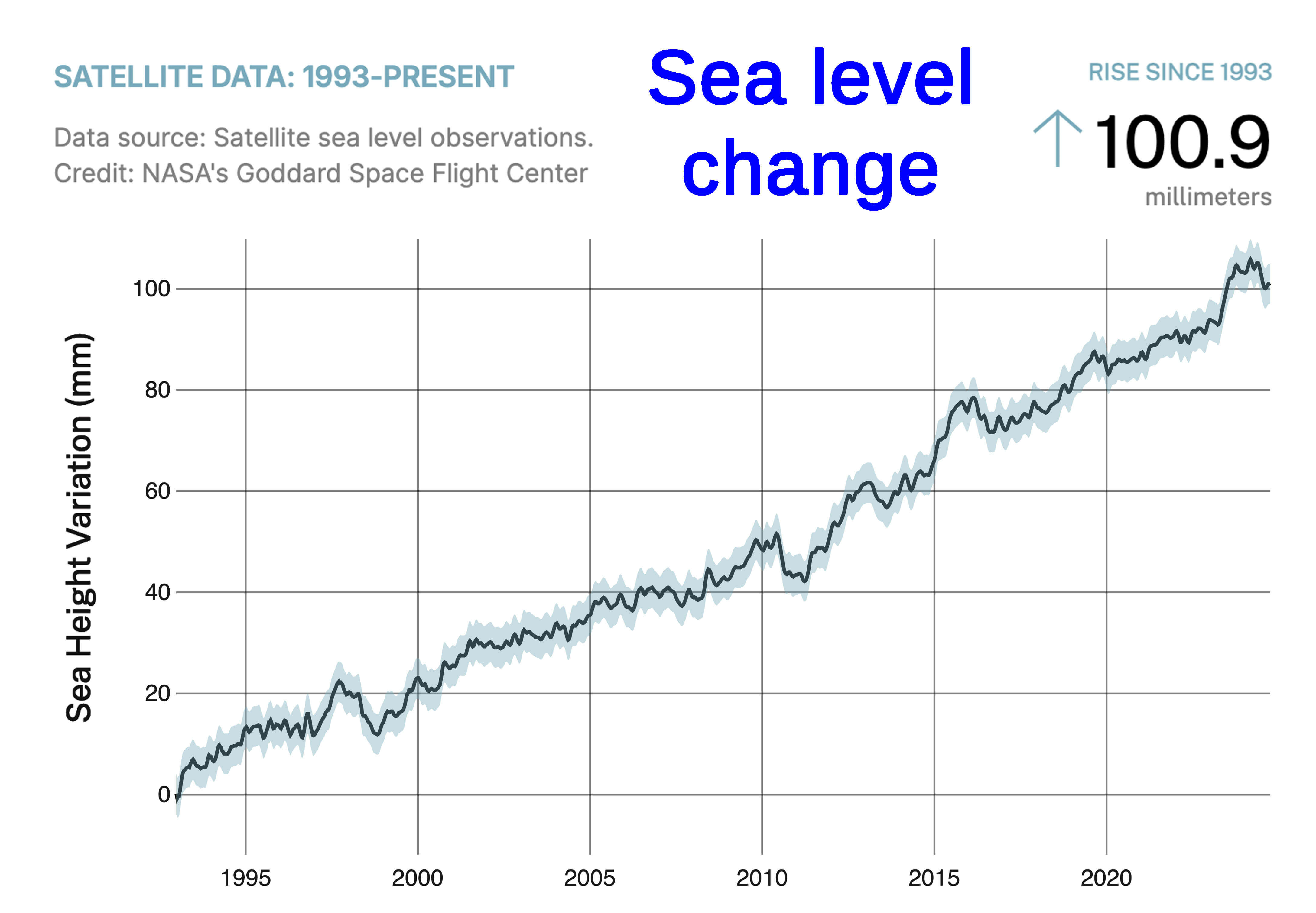
Satelitní pozorování vzestupu mořské hladiny od roku 1993 do roku 2021. Zobrazená data neobsahují sezónní složku, protože průměrná globální hladina moře během roku kolísá zhruba o 10 cm.

Měření přílivu ukazují, že současný globální vzestup mořské hladiny začal v polovině 19. století. Proxy data ukazují, že i teplota povrchu oceánu mohla začít růst tou dobou. Pod vzestupem hladiny oceánů se myslí eustatická změna – globální růst průměrné hladiny moří v důsledku změn celkového objemu (v důsledku teplotní roztažnosti a změny množství) vody v oceánech. Mírou eustatického růstu je globální střední hladina moře. Mezi lety 1900 a 2017 se celosvětově průměrná hladina moře zvýšila o 16-21 cm. Přesnější údaje získané ze satelitních radarových měření ukazují zrychlující se vzestup o 7,5 cm v letech 1993–2017, což představuje průměrnou rychlost 31 mm za desetiletí. Klimatologové očekávají, že se toto tempo bude v průběhu 21. století dále zrychlovat, přičemž podle nejnovějších měření v současnosti hladina moří stoupá o 3,6 mm ročně.
Už od roku 1900 převažoval vliv tání ledu nad tepelnými jevy při zvyšování hladiny oceánů. V letech 1993–2018 se tepelná roztažnost vody podílela na zvyšování hladiny moří 42 % (méně než polovina), tání ledovců mírného pásma 21 %, Grónska 15 % a Antarktidy 8 %. I v budoucnu se očekává, že bude převažovat vliv tání pevninských ledovců nad vlivem ohřívání oceánů.
Předpovídat budoucí vývoj hladiny moří je náročné vzhledem ke složitosti mnoha aspektů klimatického systému a časovému zpoždění reakcí mořské hladiny na změny teploty na Zemi. Vzhledem k tomu, že výzkum klimatu v oblasti minulých a současných hladin moří vede ke zdokonalování počítačových modelů, prognózy se neustále zvyšují. V roce 2007 Mezivládní panel pro změnu klimatu (IPCC) předpokládal do roku 2099 zvýšení hladiny o 60 cm, ale ve své zprávě z roku 2014 zvýšil nejvyšší odhad na přibližně 90 cm. Řada pozdějších studií dospěla k závěru, že vzestup hladiny světového oceánu v tomto století o 200–270 cm je „fyzikálně pravděpodobný“. Podle konzervativního odhadu dlouhodobých prognóz každý stupeň Celsia zvýšení teploty vyvolá vzestup mořské hladiny o přibližně 2,3 metru po dobu dvou tisíciletí (2 000 let): příklad klimatické setrvačnosti. V únoru 2021 vyšel v časopise Ocean Science článek, který naznačuje, že minulé prognózy globálního vzestupu mořské hladiny do roku 2100 uváděné IPCC byly pravděpodobně konzervativní a že mořská hladina stoupne více, než se dříve očekávalo.
Hladina moří se nezvýší všude na Zemi rovnoměrně a v některých lokalitách, například v Arktidě, dokonce mírně poklesne. Mezi místní faktory patří tektonické vlivy a poklesy pevniny, příliv a odliv, mořské proudy a bouře. Zvýšení hladiny moří může výrazně ovlivnit lidskou populaci v pobřežních a ostrovních oblastech. Při oteplení o několik stupňů trvajícím po tisíciletí se očekávají rozsáhlé záplavy pobřežních oblastí. Dalšími důsledky jsou vyšší přívaly bouří a nebezpečnější tsunami, vysídlení obyvatelstva, ztráta a degradace zemědělské půdy a škody ve městech. Ovlivněno bude také přírodní prostředí, jako jsou mořské ekosystémy, kde ryby, ptáci a rostliny ztratí část svého životního prostředí.
Společnosti se mohou zvyšování mořské hladiny přizpůsobit třemi různými způsoby: zavést řízený ústup, přizpůsobit se změnám v pobřežních oblastech nebo se proti zvyšování mořské hladiny chránit pomocí tvrdých stavebních postupů, jako jsou mořské zdi, nebo měkkých přístupů, jako je obnova dun a posilování pláží. Někdy jdou tyto adaptační strategie ruku v ruce, jindy je však třeba volit mezi různými strategiemi. V případě některých lidských prostředí, jako jsou tzv. potápějící se města, může být adaptace na zvyšování mořské hladiny umocněna dalšími environmentálními problémy, jako je například pokles hladiny. Přírodní ekosystémy se obvykle přizpůsobují stoupající hladině moře tím, že se přesunou do vnitrozemí; nemusí to však být vždy možné kvůli přírodním nebo umělým překážkám.

## Projekce vzestupu hladiny oceánů do roku 2100

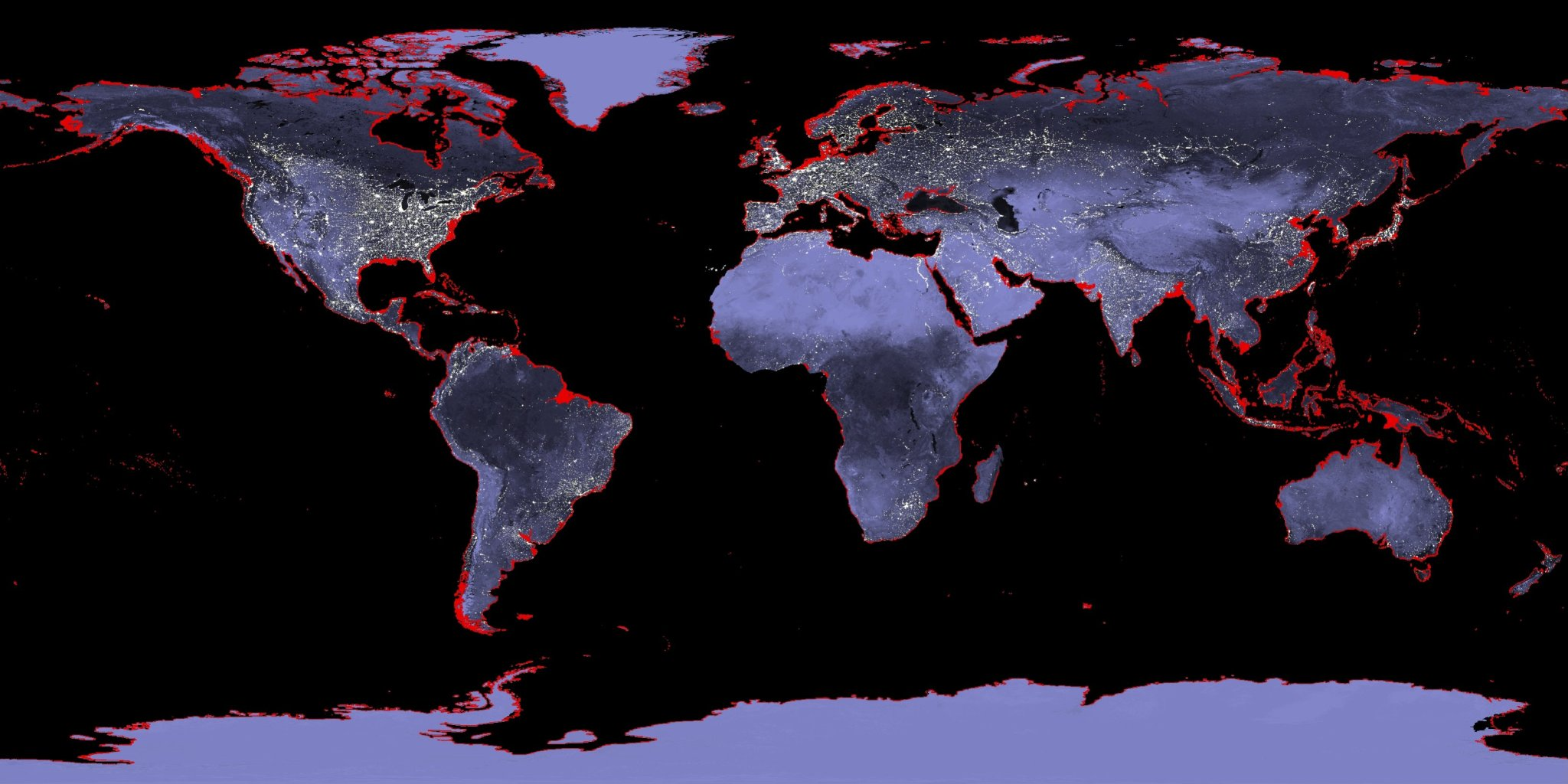
Svět se šestimetrovým nárůstem hladiny moře, reprezentovaným červeně

Projekce vzestupu hladiny oceánů se liší v předpovědích možných změn společenských a přírodních systémů, které mohou ovlivnit vývoj klimatických změn a s nimi spjatých změn v příčinách nárůstu hladiny oceánů (teploty a masy vody). Jednotlivé projekce jsou tak založeny na scénářích možného vývoje globálních teplot (reprezentativní směry vývoje koncentrací), a tudíž operují jen v rámci určité pravděpodobnosti (intervalu spolehlivosti). I když se všechny projekce shodují na postupování růstu hladiny oceánů, odhady míry nárůstu se výrazně liší v závislosti na využitých modelech, faktorech a předpokládaných scénářích. Významným faktorem jsou nejistoty a limity spojené s fyzickými modely – modelování reakcí a změn grónského a antarktických ledových příkrovů, ledovců, zásob podzemních vod a stérického efektu (teplotní roztažnosti a kompenzace salinity–hustoty vody).
Mezivládní panel pro změnu klimatu v páté hodnotící zprávě o klimatických změnách v roce 2014 odhadl možný vývoj růstu na rozmezí 26–61 cm do konce století za předpokladu drastického snížení emisí na scénář RCP2.6, tento odhad je však za současného vývoje považován za optimistický. Pro vyšší emise (bez mitigačních opatření – scénář RCP8.5) IPCC předpokládá nárůst hladiny oceánů v rozpětí 52–98 cm – jedná se o zvýšení odhadů růstu oproti Čtvrté hodnotící zprávě IPCC z roku 2007 o cca 60 %.
Většina expertů však odhaduje scénáře prudšího nárůstu hladiny oceánů, než IPCC, zejména pro scénáře vyšších emisí skleníkových plynů.
I v případě realizace nízkoemisních scénářů však podle modelů bude hladina moří růst další stovky let, kvůli pomalé reakci mas oceánů na rychlejší změny klimatu. Predikce dlouhodobé míry růstu a nejhoršího možného vývoje je důležitá pro adaptaci zasažených pobřežních oblastí a ostrovů, hlavním nástrojem na zmírnění dopadů je však zpomalení nárůstu hladiny oceánů, jež se dá docílit jedině zmírňováním příčin globálního oteplování, zejména snižováním emisí skleníkových plynů.

## Příčiny
Hlavními příčinami růstu hladiny moře jsou stoupání teploty oceánů (teplotní roztažnost) a tání ledu (u Antarktidy zkompenzované zvýšeným množstvím sněhových srážek) a čerpání podzemních vod člověkem v letech 1993-2010 (převážně v Indii a západu USA). Podzemní voda naopak v letech 2002-2014 přispěla na snižování hladiny moří. Lokální změny úrovně hladiny moře mohou být způsobeny lokálními změnami teplot, salinity, anomáliemi atmosférického tlaku a větrem působícím na dlouhé dráze. Z dlouhodobého globálního hlediska mají výrazný vliv na úroveň hladiny zejména změny teplot.
Výměna vodní (ledové) masy mezi zemí a oceány se na globální úrovni hladiny oceánů projevuje v průběhu několika dnů, vliv na oceánské proudy prostřednictvím změny teploty a salinity se však může projevovat s nástupem až desítek let.

## Dopady
Nárůst teploty oceánů a úbytek ledu opřeného o pevninu se výrazně projevuje na dvou úrovních: první je vliv na počasí, a druhý se týká přímého dopadu vyšší hladiny oceánů na pobřežní oblasti. Významným důsledkem tání ledu z pevniny je vliv na termohalinní cirkulaci, pozorovaný například na zpomalování atlantické meridionální cirkulace (ev. vč. změn Golfského proudu). Úbytek mořského ledu vede k transportu tepla (i latentního) do ovzduší, růst teploty v subtropech i v hloubkách přes sto metrů k možnosti zvláště rychlého a déletrvajícího uvolňování vodních par. Zeslabování cirkulace vody a zvyšování teploty rovněž může vést k anoxickým událostem, které ohrožují celé mořské ekosystémy a život v mořích. Dalším trendem, který nepřímo souvisí se zvyšováním mořské hladiny, je okyselování oceánů, způsobené rozpouštěním antropogenního oxidu uhličitého v oceánech, a s ním spojené ohrožení živočišných druhů a ekosystémů, například korálových útesů. Ty však nárůst hladiny může přímo podpořit.
Přímé dopady zvyšování hladiny oceánů by zasáhly zejména pobřežní oblasti, jež jsou v současnosti domovem přibližně pětiny světové populace. Zvýšená hladina moře zmenšuje zdroje pitné vody, odplavuje úrodnou půdu, urychluje erozi pobřeží nebo zaplavuje celé níže položené ostrovy. Nejzranitelnější jsou zejména hustě osídlené delty řek v Africe a Asii a menší ostrovy.
Vzestup hladiny oceánu může způsobit, že se ostrov potopí a danému státu se zmenší výlučná ekonomická zóna. Například ostrov Okino Torišima, který nevyčnívá nad hladinu o více než metr, znamená pro Japonsko možnost těžby na území větším, než je samotná rozloha Japonska. Vláda se tak snaží zachránit koráli, aby ostrov zůstal nad hladinou a neztratila tak přístup k bohatství.

## Měření a pozorování

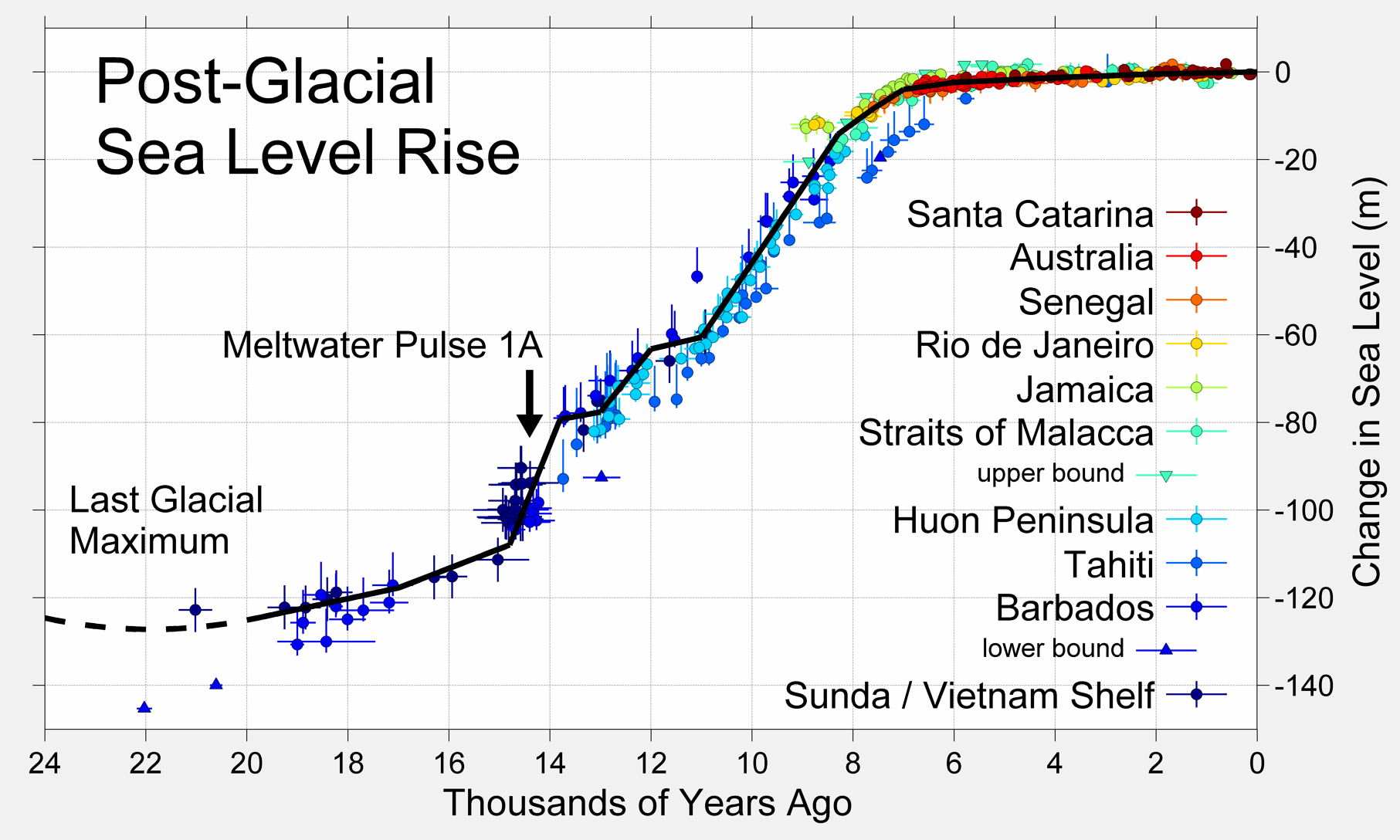
Nárůst hladiny moří po konci poslední doby ledové byl více než 100 metrů

Hladina moře nestoupá na všech místech ve stejné míře – lokálně může podléhat různým změnám, například subsidenci, výzdvihu pobřeží, vnitřní klimatické variabilitě nebo cyklickým oscilacím (například El Niño). Kvůli lokálním změnám je přímé měření úrovně hladiny málo spolehlivé. Variabilita v nárůstu (poklesu) hladiny oceánů rovněž znesnadňuje určení podílu antropogenních příčin tohoto nárůstu. Dlouhodobá zkoumání umožňují z dat odstranit krátkodobé výkyvy nebo oscilace – podle analýzy trendů globálního nárůstu hladiny moří se tak dá lidskému vlivu s jistotou připsat více než 45 % nárůstu hladiny moří.
Nepřímé metody zaměřené na určení rychlosti tání ledu z pevnin zahrnují například měření prostřednictvím poměru přítomnosti izotopu kyslíku-18.
Přímé metody zahrnují globální satelitní měření a lokální měření prostřednictvím mareografu.

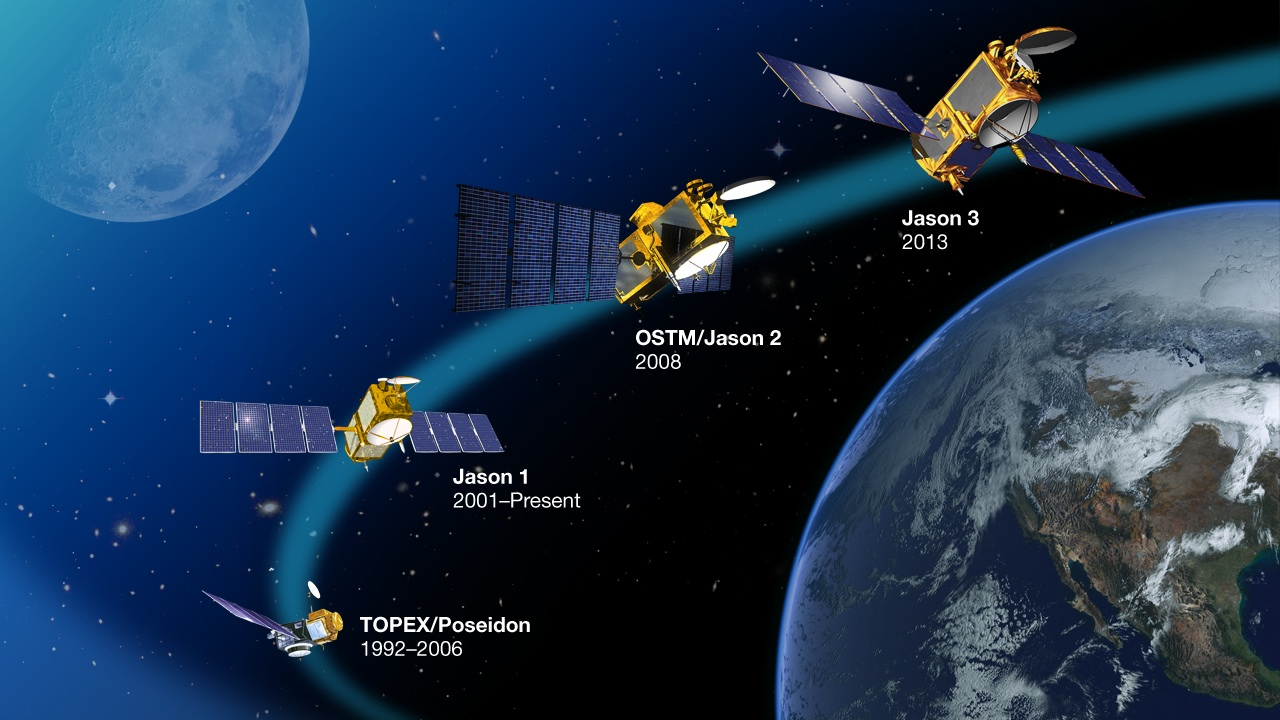
Satelit Jason-1 pokračoval v měření phladiny moře, které zahájil TOPEX / Poseidon. Následovali ho Oceánské topografické mise (OSTM), Jason-2 a Jason-3

### Satelitní měření
V roce 1992 byla vyslána satelitní mise TOPEX/Poseidon, zaměřená na mapování topografie povrchu oceánů prostřednictvím radiového výškoměru. V současnosti tutéž úlohu zastává mise OSTM (Ocean Surface Topography Mission) na satelitu Jason-2 (do roku 2013 i Jason-1). Díky přesnosti v řádu centimetrů mise poskytuje spolehlivou topografickou mapu výšky oceánu, jakožto i přehled o oceánských proudech a množství tepla, které oceány pohlcují, v spojení s komplexnějšími pozemními měřeními systémem ponorných sond Argo.

### Přílivová měřidla
Dalším důležitým zdrojem pozorování hladiny moře je globální síť měřidel přílivu a odlivu . Na rozdíl od satelitního záznamu, tento záznam má spoustu prostorových mezer, ale delší časový záznam. Pokrytí měřidel přílivu začalo především na severní polokouli, data z jižní polokoule zůstávají vzácná až do sedmdesátých let. Nejdelší měření hladiny moře, měřeno NAP (Amsterdam Ordnance Datum) založená v roce 1675, jsou zaznamenány v Amsterdamu, Nizozemí. Australská sbírka je také docela rozsáhlá, zahrnuje měření amatérského meteorologa, které začalo v polovině roku 1837 na přílivoměru v trestanecké osadě Port Arthur v Tasmánii, a od 1. července 1841 na malém útesu na Ostrově mrtvých poblíž Port Arthur, kde bylo měřítko hladiny moře v ten den vyraženo (43°9′0″ j. š., 147°52′0″ v. d.). 
Určité lokální rozdíly hladiny moře můžeme pozorovat přímo z údajů měřidla přílivu a odlivu. Některé zaznamenané lokální změny jsou skutečně způsobeny rozdíly hladiny moře, zatímco jiné jsou způsobeny vertikálním pohybem půdy. Například v Evropě se často objevují značné rozdíly, jelikož některé oblasti zemského povrchu rostou, zatímco jiné klesají. Od roku 1970 zvýšení hladiny moře zaznamenala většina přílivových stanic, ale hladiny moře klesly podél severního Baltského moře kvůli post-glaciálnímu odrazu.